# Den závislosti
Den závislosti (v anglickém originále When Aliens Attack) je dvanáctý díl první řady seriálu Futurama. Poprvé byl vysílán dne 7. listopadu 1999 stanicí Fox.

## Postavy
V této epizodě se poprvé vyskytují:
- Seznam vedlejších mimozemských postav ve Futuramě[ujasnit]